# Roland Joffé
Pour les articles homonymes, voir Joffé.
Roland Joffé, né le 17 novembre 1945 à Londres, est un réalisateur britannique. Il obtient la Palme d'or au Festival de Cannes 1986 pour son film Mission.

## Biographie
Né dans une famille juive, Roland Joffé est notamment élève du lycée français de Londres avant d'étudier à l'université de Manchester.

### Carrière
Roland Joffé entame une carrière de réalisateur pour le cinéma en 1984, avec succès puisque son premier long métrage, La Déchirure, remporte trois Oscars et le BAFTA du meilleur film. Le film est la fresque dramatique d'un Cambodge mutilé après l'invasion de Phnom Penh par les Khmers rouges, à travers l'histoire d'amitié qui va lier un journaliste américain à son assistant local.
Joffé s'impose dès lors comme un cinéaste engagé, désirant avant tout montrer la vérité. Ce même souci lui fait réaliser l'année suivante le bouleversant film Mission, peinture subtile de la conquête et de la domination portugaise et espagnole sur le Nouveau Monde au XVIIIe siècle. Le film, porté par Jeremy Irons dans le rôle d'un prêtre catholique et Robert De Niro en mercenaire espagnol, reçoit la Palme d'or au Festival de Cannes 1986.
Roland Joffé aime à découvrir des univers totalement différents tout en mettant en exergue des destins d'exception. En 1991, La Cité de la joie nous fait découvrir la misère des enfants des rues de Calcutta à travers le parcours d'un chirurgien américain parti en Inde chercher un sens à sa vie. Dans Les Amants du nouveau monde (1995), l'histoire douloureuse d'une jeune femme tombée enceinte pour l'amour d'un pasteur sert de canevas à une peinture de l'Amérique intolérante et puritaine du XVIIe siècle.
Le réalisateur abandonne un temps les « films historiques » — le temps de tourner Goodbye Lover (1999), thriller teinté d'humour noir — mais y revient vite avec Vatel. Là encore, Roland Joffé se penche sur la misère de l'Homme en ressuscitant la cour de Louis XIV et le plus célèbre cuisinier de l'Histoire que sa trop grande conscience professionnelle poussa jusqu'à la mort.

### Vie privée
Roland Joffé est le fils de Marc Joffé (originaire de Riga en Lettonie). Son père a vécu avec Esther Garman, fille du sculpteur Jacob Epstein.
Il n'a pas de lien de parenté avec les cinéastes Alex et Arthur Joffé.
Roland Joffé a été marié aux actrices Jane Lapotaire et Cherie Lunghi. Il a deux enfants : Rowan Joffé et
Nathalie Lunghi-Joffé (en)

## Filmographie
- 1984 : La Déchirure (The Killing Fields)
- 1986 : Mission (The Mission)
- 1989 : Les Maîtres de l'ombre (Fat Man and Little Boy)
- 1992 : La Cité de la joie (City of Joy)
- 1995 : Les Amants du nouveau monde (The Scarlet Letter)
- 1998 : Goodbye Lover
- 2000 : Vatel
- 2007 : Captivity
- 2011 : Au prix du sang (There Be Dragons)
- 2011 : You and I
- 2013 : La Prophétie de l'anneau (The Lovers)
- 2015 : Texas Rising (TV)
- 2018 : Forgiven (The Forgiven)

## Divers
En 1993, il participe au film Super Mario Bros. de Rocky Morton et Annabel Jankel (non créditée au générique).